# Odostomia muelleri
Odostomia muelleri es una especie de caracol de mar, molusco gasterópodo marino de la familia Pyramidellidae.
Esta especie se encuentra en el Océano Atlántico, frente al sur de Brasil.